# Čojr
Čojr (mongolsky Чойр) je město v Mongolsku a hlavní město Gobisümberského ajmagu. Leží na Transmongolské magistrále, přibližně 250 kilometrů jihovýchodně od Ulánbátaru. V roce 2002 měl Čojr 7 588 obyvatel.

## Historie
Na počátku 20. století proběhla u Čojru bitva mezi oddíly Ungerna von Sternberga a čínskou armádou. V době studené války měla Sovětská armáda v Čojru rozmístěny jednotky protiletecké obrany.

## Hospodářství
Dnes je v Čojru zóna volného obchodu.

## Zajímavosti
V roce 2018 byl jeden druh býložravého dinosaura pojmenován podle tohoto města jako Choyrodon ("zub z Čojru").